# مزرعة ماهاني
مزرعة ماهاني (بالإنجليزية: Mazraeh Mahani)‏ هي مستوطنة تقع في خراسان شمالي في إيران.